# Ville-sous-Anjou
Ville-sous-Anjou é uma comuna francesa na região administrativa de Auvérnia-Ródano-Alpes, no departamento de Isère. Estende-se por uma área de 18,25 km². Em 2010 a comuna tinha 1 196 habitantes (densidade: 65,5 hab./km²).